# برناديت فيرلينج
برناديت فيرلينج (بالمجرية: Ferling Bernadett)‏ مواليد 13 يوليو 1977 في المجر، هي لاعبة كرة يد مجرية. مثلت منتخب المجر لكرة اليد للسيدات. شاركت في دورة الألعاب الأولمبية الصيفية سنة 2004. حققت المركز الثاني في بطولة العالم لكرة اليد للسيدات 2003.

## سجل المنافسة
شاركت في البطولات التالية:
- بطولة العالم لكرة اليد للسيدات 2003
- بطولة العالم لكرة اليد للسيدات 2005
- بطولة العالم لكرة اليد للسيدات 2007
- بطولة أوروبا لكرة اليد للسيدات 2004
- بطولة أوروبا لكرة اليد للسيدات 2006

## الميداليات
| الميدالية | المسابقة                            |
| --------- | ----------------------------------- |
| فضية      | بطولة العالم لكرة اليد للسيدات 2003 |
| برونزية   | بطولة العالم لكرة اليد للسيدات 2005 |
| برونزية   | بطولة أوروبا لكرة اليد للسيدات 2004 |

## روابط خارجية
- برناديت فيرلينج على موقع الاتحاد الأوروبي لكرة اليد (الإنجليزية)
- برناديت فيرلينج على موقع EliteProspects.com (الإنجليزية)
- برناديت فيرلينج على موقع أوليمبيديا (الإنجليزية)